# Alain Caron
Alain Caron (Saint-Éloi, 5 maggio 1955) è un bassista canadese di musica jazz.
È considerato un maestro del basso elettrico a sei corde.

## Biografia
Nato a Saint Éloi, in una famiglia di undici fratelli, Caron si avvicina alla musica da bambino studiando da autodidatta e seguendo i corsi per corrispondenza del maestro di improvvisazione Charlie Banacos. Più tardi frequenterà anche la rinomata Berklee College of Music. Al termine delle scuole medie inizia un tour per il Québec con il gruppo di una delle sue sorelle. All'età di quindici anni scopre il jazz, passione che lo accompagna da allora.
Nel 1977 incontra il chitarrista Michel Cusson e con lui e Paul Brochu (batteria) forma Le Band De St Uzeb meglio conosciuti come Uzeb. Gli Uzeb realizzano dieci album tra il 1977 e il 1992, registrati per lo più dal vivo o in presa diretta.
Le vendite totali superarono le 550.000 unità. Con gli Uzeb Caron realizzò anche tre videoclip.
Nel 1993 Caron intraprende la carriera solista con una propria band, Le Band, con cui realizza cinque album.
Alain Caron è anche noto come turnista. Ha realizzato incisioni per diversi artisti, tra cui: Didier Lockwood, Leni Stern, Michel Donato, Hilario Duren, Sortie, WDR Orkestra, Gino Vannelli, Mike Stern, Frank Gambale ed altri.
È endorser di diverse case di produzione tra cui: Roland, Boss, LaBella, Seymour Duncan, Radial e l'italiana Mark Bass.

## Premi e riconoscimenti
- Felix Award per le categorie "Gruppo dell'anno" ed "Album jazz dell'anno".
- Con gli Uzeb, l'Oscar Peterson Lifetime Achievement Award, consegnato in occasione del Montreal International Jazz Festival del 1991.
- Il 30 agosto 2007, l'Università del Québec in Rimouski, gli ha consegnato una laurea honoris causa.[1][2]

## Discografia

### Da solista
- 1992 - Caron, Ecay, Lockwood
- 1992 - Basse contre Basse (con Michael Donato)
- 1993 - Le Band
- 1995 - Rhythm 'n Jazz
- 1997 - Play
- 2000 - Call Me Al
- 2003 - 5
- 2006 - Alain Caron Live 5 - Cabaret de Montreal
- 2007 - Conversations
- 2010 - Sep7entrion
- 2013 - Multiple Faces
- 2015 - In/En Concert

### Con gli Uzeb
- 1981 - AZAB KUBUR live in Bracknell
- 1982 - Fast emotion
- 1984 - You, be easy
- 1985 - Between the lines
- 1986 - Live à l'Olympia
- 1986 - Absolutely live (con Didier Lockwood)
- 1988 - Noisy nights
- 1988 - Live in Europe
- 1989 - UZEB Club
- 1990 - UZEB World Tour 90

## Curiosità
- Caron collabora regolarmente con il liutaio italo-canadese George Furlanetto, che ha forgiato su misura per lui i rinomati FBass che contribuiscono al sound di Caron con una timbrica ben definita.